# Малиновка (Томський район)
Мали́новка (рос. Малиновка) — село у складі Томського району Томської області, Росія. Адміністративний центр Малиновського сільського поселення.

## Населення
Населення — 2247 осіб (2010; 2499 у 2002).
Національний склад (станом на 2002 рік):
- росіяни — 89 %